# Pandemický speciál
Pandemický speciál (v anglickém originále The Pandemic Special) je první díl dvacáté čtvrté řady amerického komediálního animovaného televizního seriálu Městečko South Park. Premiéru měl 30. září 2020 na americké televizní stanici Comedy Central. 

## Děj
Svět zažívá těžké časy. Během pandemie covidu-19 je téměř vše zakázáno a uzavřeno. Ovšem Randymu se díky pandemii daří. Začal totiž prodávat odrůdu marihuany pod názvem pandemický speciál, ke kterému začal přidávat jako bonus tzv. pandemický bong 2020. Sharon se ale jeho nápad vydělávat na pandemii nelíbí, protože její bratr Jimbo Kern (Stanův strýc) leží v nemocnici s těžkým průběhem covidu-19.
Jediný, kdo má z pandemie radost, je Eric Cartman. Nemusí totiž do školy a může falšovat online výuku. Vše se ale obrátí, když mu Liane řekne, že se škola zanedlouho zase otevře. Nemá z toho radost a začne vyvádět. Stan se blíží nervovému zhroucení z pandemie a veškerých opatření. Učiteli na základní Southparkské škole se stali policisté, kteří kvůli rasovým nepokojům přišli o téměř všechny finanční prostředky.
Randy zatím nemá odvahu všem říct, že pandemii způsobil on, když měl na návštěvě Číny spolu s Mickey Mousem pohlavní styk s netopýrem a luskounem.